# Lingèvres
Lingèvres est une commune française, située dans le département du Calvados en région Normandie, peuplée de 451 habitants.

## Géographie
La commune est au sud du Bessin. Son bourg est à 4 km à l'ouest de Tilly-sur-Seulles, à 13 km à l'est de Balleroy, à 13 km au sud de Bayeux et à 13 km au nord de Villers-Bocage.
Lingèvres est très majoritairement dans le bassin de la Seulles, par son affluent le ruisseau du Pont Saint-Esprit qui borde le bourg par le nord et dont deux affluents parcourent également le territoire communal (le ruisseau du Pont Tueloup et le douet du Cordillon). Seule une petite partie du territoire à l'ouest (les lieux-dits la Senaudière et la Gâlète) verse ses eaux à l'Aure, tributaire de la Vire.
Le point culminant (136/137 m) se situe en limite sud, près du lieu-dit les Parablots. Le point le plus bas (61 m) correspond à la sortie du ruisseau du Pont Saint-Esprit du territoire, à l'est. La commune est bocagère.
| Juaye-Mondaye                       | Juaye-Mondaye     | Bucéels                              |
| Aurseulles (comm. dél. de Longraye) | Lingèvres         | Tilly-sur-Seulles                    |
| Aurseulles (comm. dél. de Longraye) | Hottot-les-Bagues | Tilly-sur-Seulles, Hottot-les-Bagues |

### Hydrographie
La commune est située dans le bassin Seine-Normandie. Elle est drainée par le ruisseau du Pont Saint-Esprit, le Douet du Cordillon, le fossé 01 du Lieu Dufresne, le ruisseau du Pont Tueloup et le cours d'eau 01 du Mesnil-Landon,,.

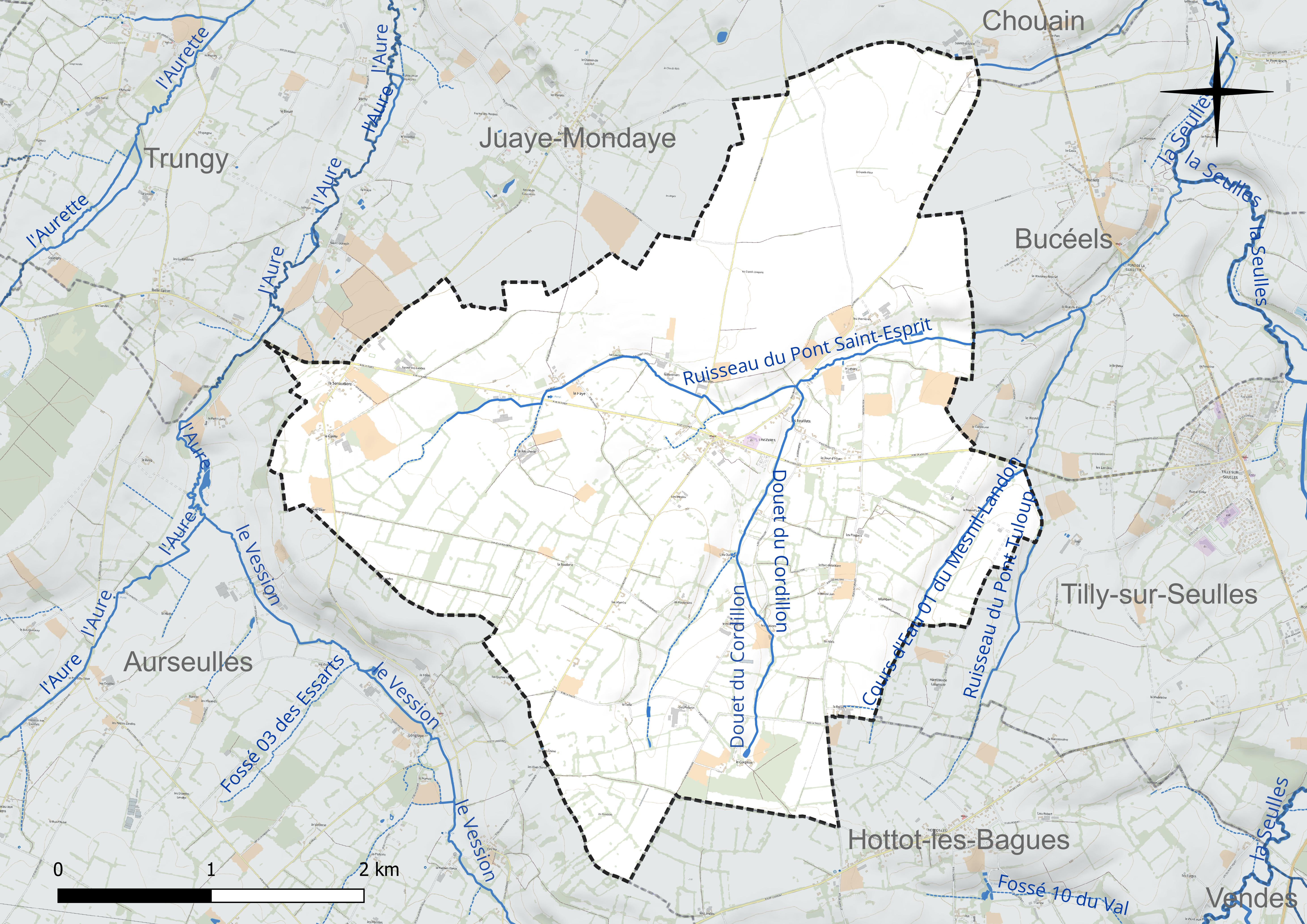
Réseau hydrographique de Lingèvres.

### Climat
Pour des articles plus généraux, voir Climat de la Normandie et Climat du Calvados.
En 2010, le climat de la commune est de type climat océanique franc, selon une étude du CNRS s'appuyant sur une série de données couvrant la période 1971-2000. En 2020, Météo-France publie une typologie des climats de la France métropolitaine dans laquelle la commune est exposée à un climat océanique et est dans la région climatique  Normandie (Cotentin, Orne), caractérisée par une pluviométrie relativement élevée (850 mm/a) et un été frais (15,5 °C) et venté. Parallèlement le GIEC normand, un groupe régional d'experts sur le climat, différencie quant à lui, dans une étude de 2020, trois grands types de climats pour la région Normandie, nuancés à une échelle plus fine par les facteurs géographiques locaux. La commune est, selon ce zonage, exposée à un « climat des plateaux abrités », correspondant à la plaine agricole de Caen à Falaise, sous le vent des collines de Normandie et proche de la mer, se caractérisant par une pluviométrie et des contraintes thermiques modérées.
Pour la période 1971-2000, la température annuelle moyenne est de 10,5 °C, avec une amplitude thermique annuelle de 11,8 °C. Le cumul annuel moyen de précipitations est de 800 mm, avec 12,7 jours de précipitations en janvier et 7,6 jours en juillet. Pour la période 1991-2020, la température moyenne annuelle observée sur la station météorologique la plus proche, située sur la commune de Balleroy-sur-Drôme à 12 km à vol d'oiseau, est de 11,2 °C et le cumul annuel moyen de précipitations est de 924,3 mm,. Pour l'avenir, les paramètres climatiques de la commune estimés pour 2050 selon différents scénarios d'émission de gaz à effet de serre sont consultables sur un site dédié publié par Météo-France en novembre 2022.

## Urbanisme

### Typologie
Au 1er janvier 2024, Lingèvres est catégorisée commune rurale à habitat dispersé, selon la nouvelle grille communale de densité à 7 niveaux définie par l'Insee en 2022.
Elle est située hors unité urbaine. Par ailleurs la commune fait partie de l'aire d'attraction de Caen, dont elle est une commune de la couronne,. Cette aire, qui regroupe 296 communes, est catégorisée dans les aires de 200 000 à moins de 700 000 habitants,.

### Occupation des sols

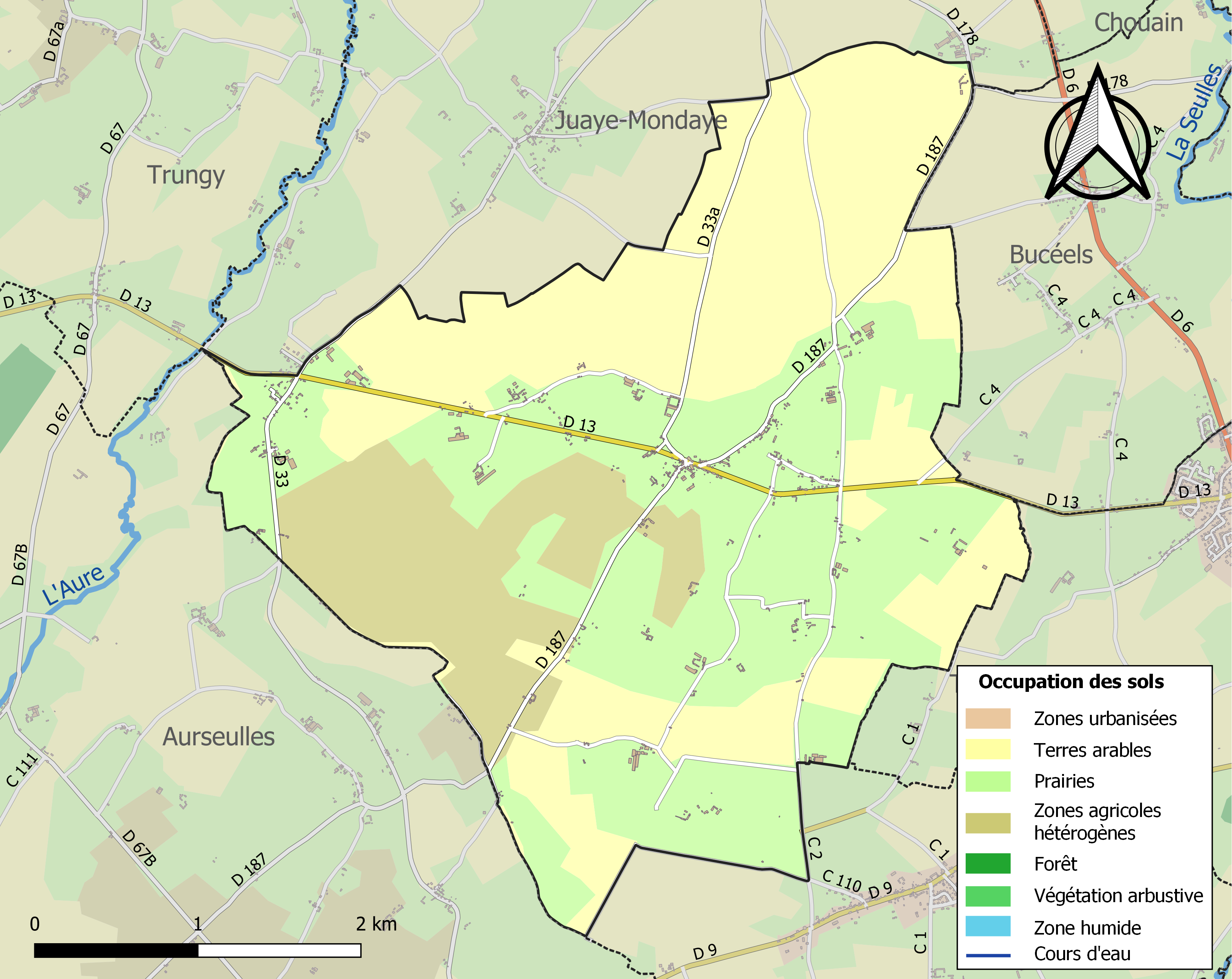
Carte des infrastructures et de l'occupation des sols de la commune en 2018 (CLC).

L'occupation des sols de la commune, telle qu'elle ressort de la base de données européenne d'occupation biophysique des sols Corine Land Cover (CLC), est marquée par l'importance des territoires agricoles (100 % en 2018), une proportion identique à celle de 1990 (100 %).
La répartition détaillée en 2018 est la suivante : prairies (43,5 %), terres arables (40,8 %), zones agricoles hétérogènes (15,7 %).
L'évolution de l'occupation des sols de la commune et de ses infrastructures peut être observée sur les différentes représentations cartographiques du territoire : la carte de Cassini (XVIIIe siècle), la carte d'état-major (1820-1866) et les cartes ou photos aériennes de l'IGN pour la période actuelle (1950 à aujourd'hui).

## Toponymie
Le nom de la localité est attesté sous les formes Linguievre et Linguevre en 1040 et 1066.
Le toponyme, d'origine gauloise, semble composé de deux éléments dont le premier reste obscur : anthroponyme Lingo selon l'hypothèse d'Albert Dauzat et Charles Rostaing, le mot lingon, « saut », selon celle de René Lepelley. Il y a concordance pour le deuxième qui représente comme -euvre une forme évoluée de -ó-briga, « hauteur », puis « hauteur fortifiée », « forteresse ».

## Histoire
Quelques jours après le débarquement de Normandie, le village se trouve sur le chemin de la 50e Norvignetterian Infantry division britannique pour prendre le bourg de Tilly-sur-Seulles mais celle-ci se heurte à une opposition allemande. Lingèvres est alors bombardée le 10 juin par le croiseur de la Royal Navy HMS Orion qui tire des obus  de 152 mm et il est investi par la 9e Durham Light infantery le 14 juin appuyé par l'artillerie de campagne et par des chasseurs bombardiers. Les Britanniques perdent 250 hommes pour libérer le village. La Panzer Lehr Division contre-attaque le jour même mais elle perd plusieurs blindés. Le sergent Harris du 4th/7th Royal Dragoon Guards (en) détruit cinq chars Panther avec son Sherman Firefly. Un aérodrome sera construit à proximité du village par les Alliés.

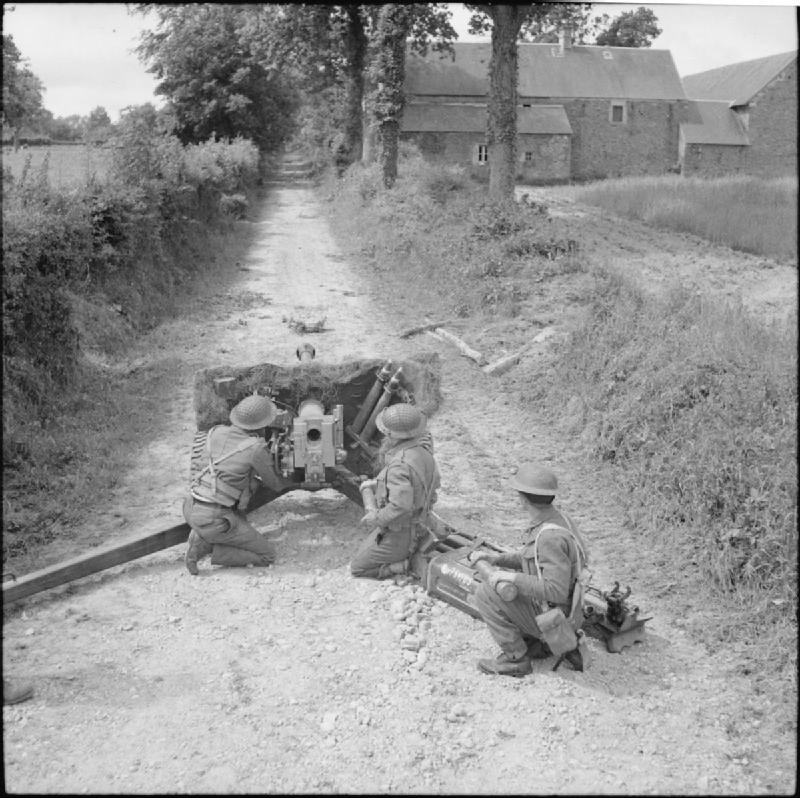
La 50e Norvignetterian Infantry division à Lingèvres, le 16 juin 1944.

## Politique et administration
| Période                                  | Période      | Identité           | Étiquette | Qualité               |
| ---------------------------------------- | ------------ | ------------------ | --------- | --------------------- |
| 1989                                     | juillet 2020 | Christian Marie    | SE        | Chef d'entreprise     |
| juillet 2020                             | En cours     | Christelle Crocomo | SE        | Contrôleur de gestion |
| Les données manquantes sont à compléter. |              |                    |           |                       |

Le conseil municipal est composé de onze membres dont le maire et trois adjoints.

## Démographie
L'évolution du nombre d'habitants est connue à travers les recensements de la population effectués dans la commune depuis 1793. Pour les communes de moins de 10 000 habitants, une enquête de recensement portant sur toute la population est réalisée tous les cinq ans, les populations de référence des années intermédiaires étant quant à elles estimées par interpolation ou extrapolation. Pour la commune, le premier recensement exhaustif entrant dans le cadre du nouveau dispositif a été réalisé en 2005.
En 2022, la commune comptait 451 habitants, en évolution de −3,22 % par rapport à 2016 (Calvados : +1,58 %, France hors Mayotte : +2,11 %).
Lingèvres a compté jusqu'à 1 051 habitants en 1836.
| 1793 | 1800 | 1806 | 1821 | 1831 | 1836  | 1841 | 1846 | 1851 |
| ---- | ---- | ---- | ---- | ---- | ----- | ---- | ---- | ---- |
| 836  | 754  | 839  | 808  | 874  | 1 051 | 969  | 985  | 904  |

| 1856 | 1861 | 1866 | 1872 | 1881 | 1886 | 1891 | 1896 | 1901 |
| ---- | ---- | ---- | ---- | ---- | ---- | ---- | ---- | ---- |
| 912  | 912  | 958  | 833  | 764  | 755  | 728  | 708  | 662  |

| 1906 | 1911 | 1921 | 1926 | 1931 | 1936 | 1946 | 1954 | 1962 |
| ---- | ---- | ---- | ---- | ---- | ---- | ---- | ---- | ---- |
| 677  | 647  | 544  | 531  | 512  | 530  | 450  | 548  | 525  |

| 1968 | 1975 | 1982 | 1990 | 1999 | 2005 | 2006 | 2010 | 2015 |
| ---- | ---- | ---- | ---- | ---- | ---- | ---- | ---- | ---- |
| 535  | 493  | 455  | 464  | 458  | 488  | 493  | 492  | 469  |

| 2020 | 2022 | - | - | - | - | - | - | - |
| ---- | ---- | - | - | - | - | - | - | - |
| 466  | 451  | - | - | - | - | - | - | - |

## Lieux et monuments
- Ancienne abbaye de Bénédictines Saint-Laurent de Cordillon ou Cordillon-aux-Nonnains (1201). Le 30 mars 1714, l'abbesse de Cordillon acquiert la ferme-manoir du Cordillon à Chouain[29].
- Église Saint-Martin du XIIIe, remaniée au XXe siècle.
- Vestiges au nord de l'église d'une motte féodale de 55 mètres de diamètre[30].
- Monument en hommage à la 50e division britannique.
- Stèle à la mémoire du Royal Dragoon Guard, aux Verrières.

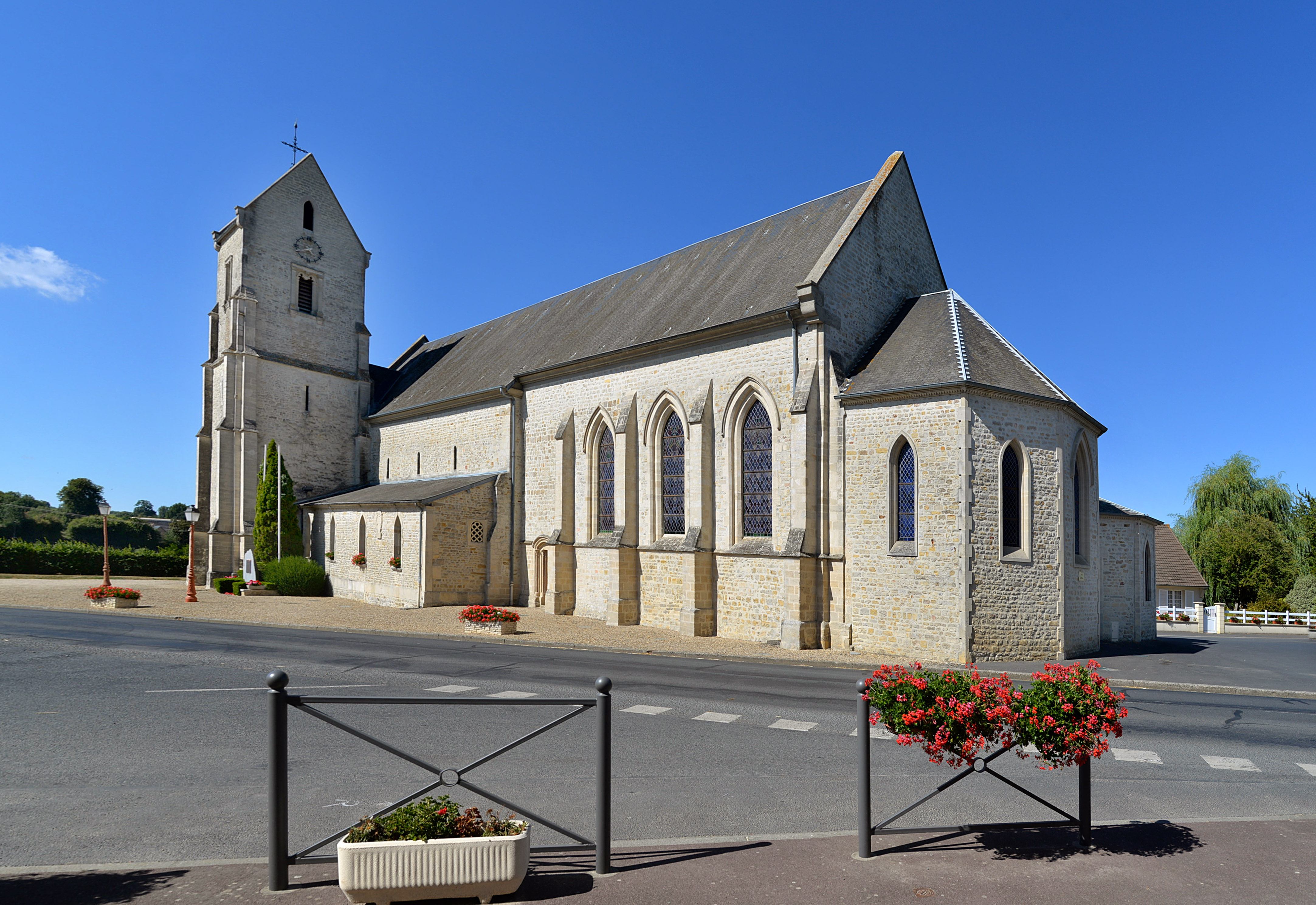
L'église Saint-Martin.
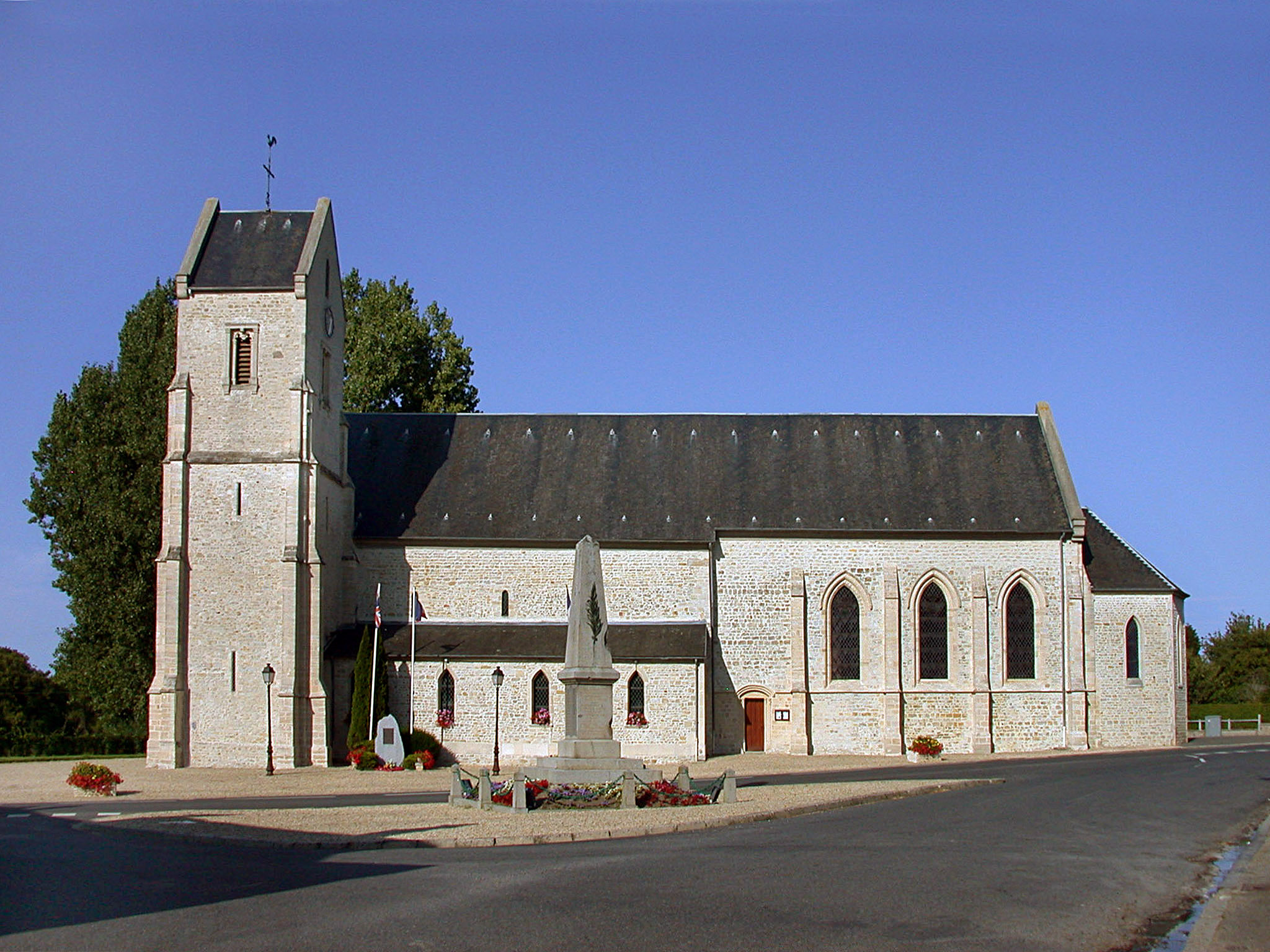
L'église Saint-Martin, le monument aux morts et le monument à la 50e division britannique.
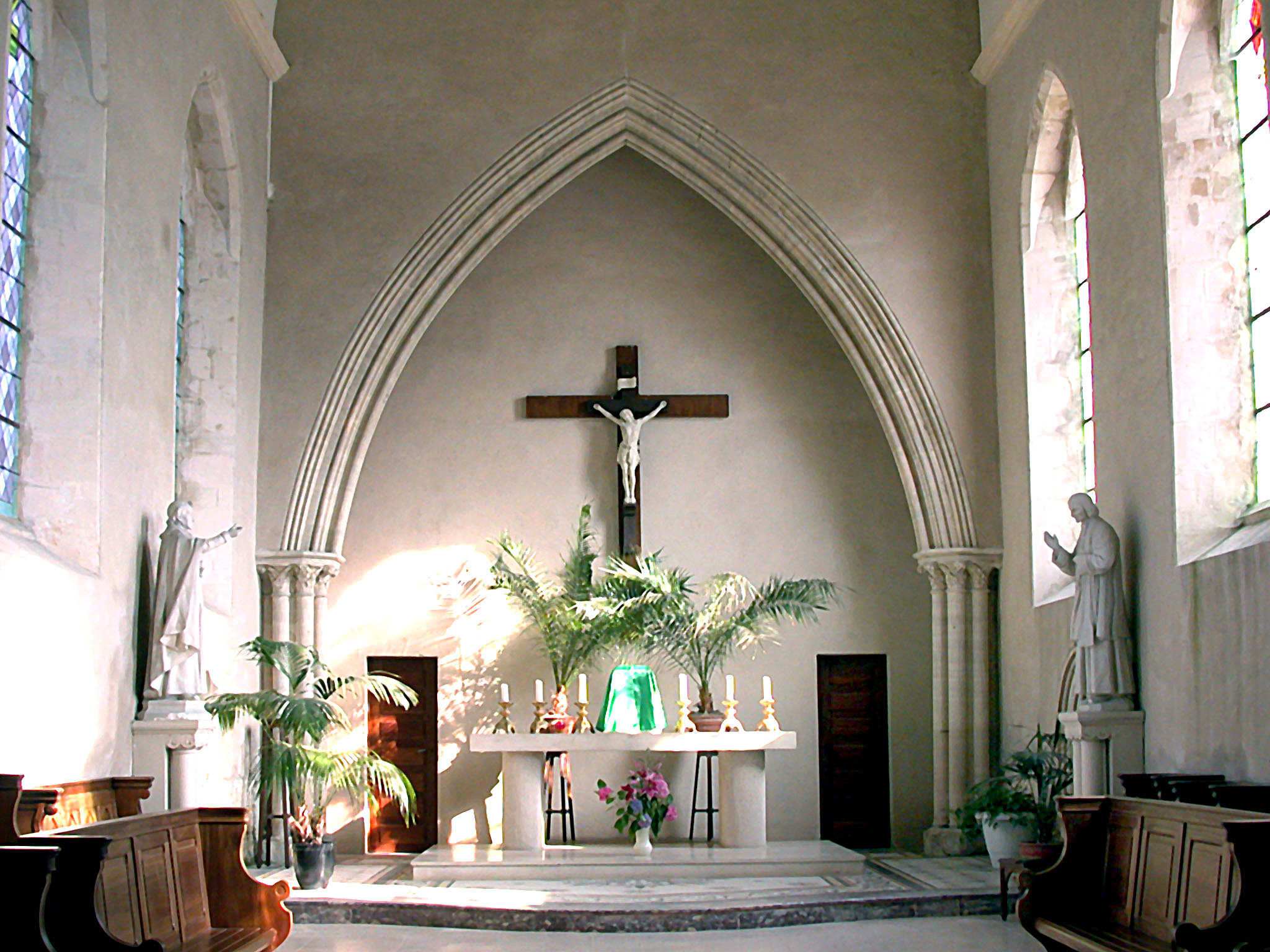
Le chœur de l'église Saint-Martin.
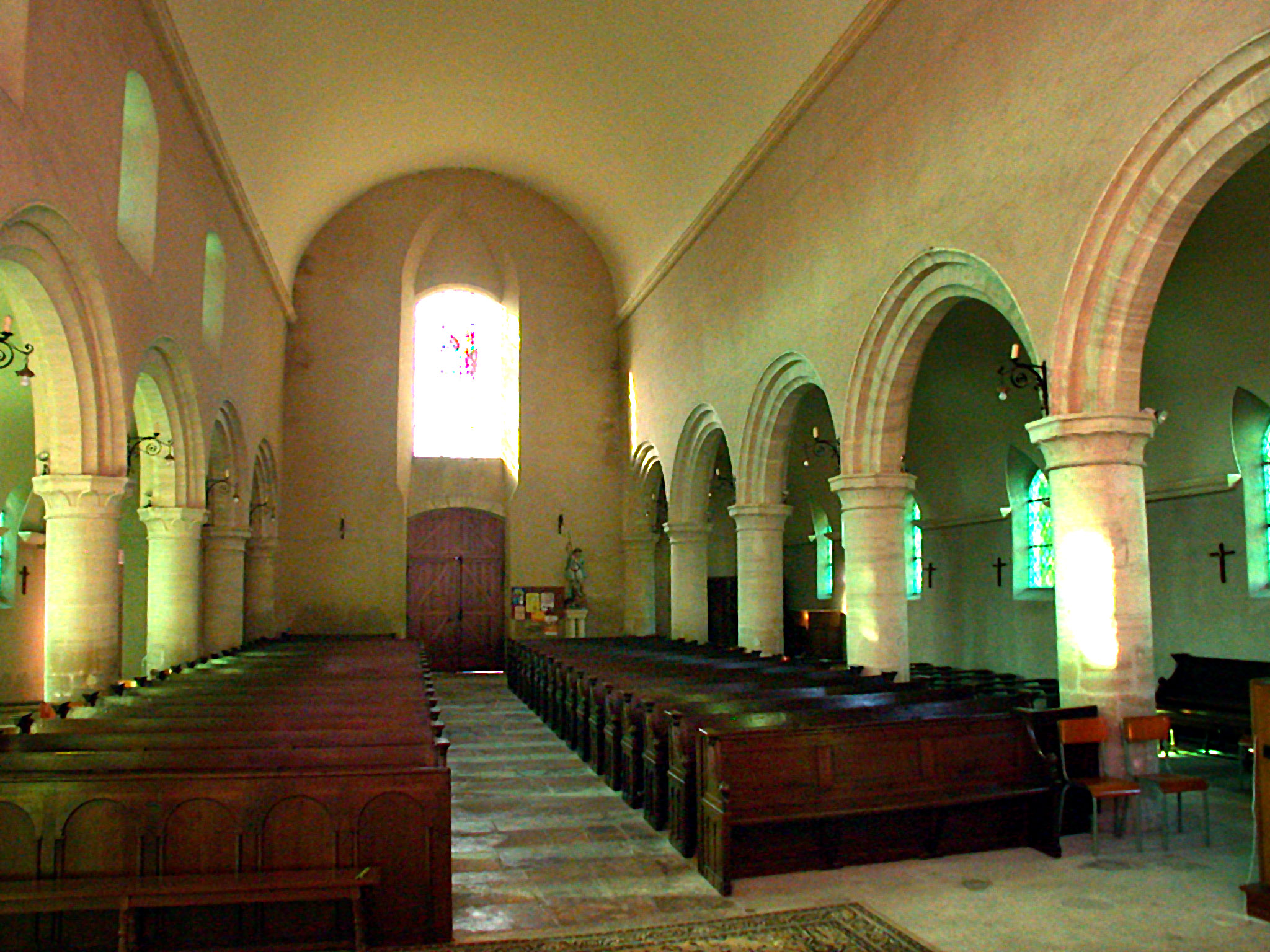
La nef de l'église Saint-Martin.

## Personnalités liées à la commune
- Richard de Lingèvres († 1155), chevalier normand du XIIe siècle.